# Historyzm (filozofia)
Historyzm – stanowisko filozoficzne i metodologiczne postulujące poznawanie rzeczywistości oraz ujmowanie zjawisk, zwłaszcza społecznych i kulturowych, w sposób historyczny, tj. ze względu na ich powstanie, rozwój i warunki dziejowe. Historyzm jest terminem wieloznacznym:  określał uwzględnianie kontekstu historycznego w rozważaniach o człowieku i życiu społecznym; była to nazwa światopoglądu; metody badań zjawisk społecznych. Występował w różnych postaciach. Jerzy Topolski wprowadził pojęcie historyzmu absolutnego, którego idee były następujące:
- uhistorycznienie życia – żadnego faktu ludzkiego świata nie da się wytłumaczyć, dopóki traktować się go będzie jako coś niezmiennego, odrzucając  ważność przemian historycznych
- życie historyczne jako całość – historyzm ukazuje różne sfery kultury jako części zintegrowane w jedną całość, zależącą od splotu okoliczności historycznych i "ducha" społeczeństwa
- historyzm jako opozycja naturalizmu – badanie nastawione na poznaniu indywiduum:  jednostki, narodu, epoki, państwa
- zatarcie granicy  między świadomością naukową a potoczną; humanistyka jest samowiedzą – ekspresją życia nie podlegającą pod metody nauk przyrodniczych
- idea rozumu historycznego – wiedza humanistyczna jest wartościująca, człowiek poznaje świat jako osobowość zdarzenia w kulturze
- poznanie świata historycznego to ustanowienie między podmiotem poznającym a przedmiotem jego poznawania więzi duchowej, zwanej rozumieniem